# Дидятичі
Дидя́тичі — село в Україні, у Яворівському районі Львівської області. Населення становить 347 осіб. Орган місцевого самоврядування — Судововишнянська міська рада.

## Географія
Розташоване за 20 км від колишнього районного центру — Мостиськ і за 7 км від залізничної станції Судова Вишня на лінії Львів — Перемишль. Через село проходить автодорога Судова Вишня — Рудки. Дидятичі умовно піділяють на дільниці: Кути, Горби, Діброва, Краківська, Корінцівка, Штельмахівка.

## Історія

### Перша згадка
Перша згадка про Дидятичі належить до 1400 року. Назва села має патронімічне походження як і більшість сіл, розташованих в цій місцевості. Майже півстолітнє правління Владислава Ягайла (у 1387 році він остаточно приєднав Галичину до Польщі) стало вирішальним у формуванні родового складу перемишльської шляхти. На це вказує хоча б той факт, що три десятки родів розпочинають свою історію з Ягайлових часів. Зокрема, перші відомості про Бойовських, Голамбеків, Ожецьких, Журовських (з Малих Журовичів), Мжуровських, Пантеловських, Челятицьких (з Шоломуничів) припадають на 1390-ті роки; Дидятицьких, Коритків — на 1400-ті роки.
Зокрема, у праці про родоводи польської шляхти «M. J. Minakowski, Genealogia potomków Sejmu Wielkiego» згадується N. Dydatycki z Dydatycz 1370 року народження, який у 1390 року одружився. Було у нього четверо дітей: Малґожата (Małgorzata Dydatycka z Dydatycz ca 1390), Свєнтохна (Świętochna Dydatycka z Dydatycz ca 1410), Станіслав (Stanisław ca 1410), Анна (Anna Dydatycka z Dydatycz ca 1410). Далі прізвище губиться у віках. Остання згадка про рід Дидятицьких датована 1446 роком. Саме тоді вони вибули зі складу шляхетських землевласників Перемиської землі.
В XVI столітті Перемиська шляхта поповнилась вихідцями з інших родів. 1573 року знаходимо згадку про Яна Бочковського з синами Петром і Яном (1585—1592). Вони були власниками Волчишовичів, Дидятичів, Вощанців, Ворховичів, Саничів, частини Кальнофосів (1585—1592).

### Давня історія
Села в княжі часи не раз були спустошені й спалені татарами. Жителі сіл відновлювали їх на попередніх місцях або переносили на сусідні місця. Зміни поселень, на той час, були зумовлені також поширенням пошестей (наприклад, холери у 1595—1599 років), які спустошували села. Занепали Тшенець, Буців, Дидятичі.
В часи Хмельниччини (1648—1654 роки) судововишнянці, об'єднавшись з селянами сусідніх сіл Вовчищовичі, Дидятичі, Дмитровичі та Стоянці, розгромили панський маєток у Волосткові і захопили місто. Після зняття облоги Львова Хмельницьким, вони приєдналися до козацького війська.
3 травня 1848 року у Галичині було скасовано панщину. На відзнаку цієї події, по багатьох селах було встановлено хрести свободи. Значна частина їх була встановлена чи оновлена у 1898 році у 30 річницю цієї події. Під хрестами свободи інколи «закопували панщину» у вигляді пляшки з горілкою або ж старі знаряддя праці (серпи, коси) або документи панщини. Майже завжди садили два або чотири дерева, переважно липи. В Дидятичах також був встановлений гарний хрест біля ставу (кажуть був мармуровий). У 1945—1946 роках його зруйнували, а верхню частину втопили. Постамент із написом стоїть й досі.
12 травня 1874 року була створена державна однорічна школа. До цього діяла парафіяльна школа. Власник Дидятич. Брикчинський погодився платити вчителю місцевої школи 110 злотих на рік. задокументовано. 24 червня 1874 р. Свідками цього зобов'язання були о. гр. кат. Ян Голодинський — парох у Дидятичах і Дмитровичах — голова шкільної ради у Дмитровичах та радник у Дидятичах Ян Черний.
29 жовтня 1880 р. на зборах було взято зобов'язання побудувати нове приміщення школи.
20 березня 1897 року, мабуть першою в Мостиському повіті, тут був заснований осередок товариства «Просвіта», що у 1912 році вже мав власний будинок. Відновлений у 1922 році, головою обрано Івана Стадника. У 1924 році до читальні належало 36 членів. При читальні функціонував драматичний гурток, який складався з 30 осіб. Цього ж року гурток поставив дві вистави. Крім гуртка діяв хор. У 1934 році до читальні належало 177 осіб, а у 1939 — 220 осіб.
15 грудня 1905 року. Голова Шкільної Ради в Дидятичах Гринько Денис у листах до шкільного начальства у Львові просить про виділення вчителів місцевій школі, а також про те, щоб уже були готові дві кімнати для класів і вчителя.
Згодом у селі функціонувала двокласна школа.

### І світова війна
Не оминула ця страшна війна наші терени. Від самого початку боїв територія Західної стала одним з основних театрів воєнних дій. А мешканці брали участь в лавах австро-угорської армії. Докладно задокументовані списки загиблих. Серед них: Мисяк Григорій(1884—1916), Кульвошка Іван(1884—1916), Замрій Михайло(1893—1917), Стадник Іван(1882—1915), Рипінський-Федечко Іван(1886—1914), Мисяк Михайло(1897—1917), Труш Петро(1895—1915), Яремчук Степан(1892—1917), Савіцький Павло(1888—1915), Мисяк Василь(1887—1916), Прокопишин Михайло(1892—1917), Мисяк Іван(1893—1917), Савіцький Іван(1874—1916), Чериба Михайло(1892—1916), Палац Михайло(1897—1919), Пахолек Степан(1884—1917), Георг Герман(1884—1916), Крисько Дмитро(1894—1916), Ханас Миколай(1893—1917), Савчак Михайло(1898—1918), Демпяк Іван(1892—1918), Березніцький Людвіг(1895—1917), Івах Іван(1891—1915), офіцер Рупп Іоан(1896—1918) 
У 1914 р. Розалія Чериба з Дидятич, 28 років, була перевезена до концентраційного табору у Талергофі, де 25 червня 1915 р. померла від запалення легенів, і там була похована — могила № 1. 1361.Туди депортували громадян Австро-Угорської імперії, переважно українців-москвофілів, які були жителями Галичини та Буковини і симпатизували Російській імперії. Також потрапляли й національно свідомі українці, православні священики.

### Українська революція
У 1918 році село входить до складу Західноукраїнської Народної Республіки.
Внаслідок поразки Перших визвольних змагань село відходить до Польщі.

### У складі II Речі Посполитої
Станом на 1926-27 р. Суд повітовий знаходився у Судовій Вишні, там же — телефон і телеграф. В селі проживало 890 (у 1939 році — 1111, а у 2001 році — 347) жителів. Найбільшими землевласники були — Руп Фридерик — 133 га, Рупп Рудольф — 60 га. Бондар — Прокіпчин Я.(Prokipczyn J). Тесля — Чудик М.(Chudyk M.), стельмах- Чериба С.(Czeryba S.), коваль — Бирка С.(Byrko S.), кравець -Іван І (Iwon I), Козак М.(Kozek M.) Мисяк М.(Misiak M.), молочарня — «Lubow», муляр — Слодник П. (Słodnik P.), оліярня — «Lubow — Spółdz. z o. o.», продуктові товари — Фрізнер Ліпа (Frizner Lipa), столяр — Шептицький Т.(Szeptycki T.) швець — Прокурат Г.(Prokurat H), Тунц М.(Tunz M.), тютюнові вироби — Kozak Mikołaj, вітряк — Павліца (Pawlica), магазин напоїв — корчмар Денисяк Г.(Denysiak H.).
Український кооператив «Lubow» працював у селі аж до початку війни.
24 грудня 1928 р. зареєстровано відділення Українського господарське товариства у Галичині «Сільський Господар»(1899—1944)..Засноване у 1899 у місті Олесько Золочівського повіту (тепер Золочівський район Львівської обл.) священиками о. Томою (голова товариства до 1908) і о. Юліяном Дуткевичами з метою покращення добробуту селян через піднесення сільського господарства і захист селянських інтересів. Головою філії товариства було обрано Семена Прокурата. До складу правління увійшли Стефан Мисяк, Іван Чухра; Михайло Чериба; Іван Прокурат; Семен Труш; Стефан Завойко; Іван Дудяк с. Дмитра; Гринько Колівошко; Гринько Мороз,. 13 квітня 1930 року головою філії «Сільського Господаря» в Дидятичах став Семен Труш, а секретарем — Василя Завойко.
Згідно з розпорядженням міністра внутрішніх справ від 14 липня 1934 року «Про поділ повіту Мостиського у Львівському воєводстві на сільські гміни» утворено гміну Дидятицьку, до складу якої увійшли Дидятичі, Голодівка, Макунів, Мистичі, Малі Мокряни, Великі Мокряни, Орховичі, Санники, Шишоровичі, Вовчищовичі. Площа створеної гміни складала 73,66 квадратних кілометрів, було 1637 житлових будинків, а населення становило 8803 особи. Війтом гміни був Кісіль Іван (Kucil Iwan).(загинув в Чехії у 1944). Його брат отець Роман — парох і декан гр-кат. в Мостиськах.
В селі було кілька єврейських сімей, в тому числі: Мошко (Moszko) — мав крамницю, Ліпа (Lipa) — купував льон, також була Чая (Chaja). На початку села, з боку Кульматичів, була єврейська корчма.

### Перша радянська окупація
У вересні 1939 року, згідно із пактом Молотова — Ріббентропа, західноукраїнські землі, у тому числі й село Дидятичі окуповані СРСР.
1940 року в селі був створений колгосп імені Ярослава Галана. У Дидятичах знаходилась центральна садиба колгоспу, за яким було закріплено 4370 га сільськогосподарських угідь, у тому числі 2980 га орної землі. Господарство спеціалізувалось на м'ясному тваринництві (свинарство та розведення великої рогатої худоби); займалось також вирощуванням зернових і технічних (льон і цукровий буряк) культур. Сільській раді були підпорядковані населені пункти Велика Діброва, Волостків, Вовчищовичі, Дмитровичі, Загороди, Заріччя, Кульматичі, Мала Діброва.

### Німецько-радянська війна, повоєнні часи
17 вересня 1939 року радянські війська, що вступили на територію Польщі, силоміць вивезли польських офіцерів та представників інтелігенції — всього понад 20 тисяч осіб (за деякими даними — 25 857 осіб). У списках закатованих і розстріляних НКВС в Катині та Биківні значиться Lang Szaja (народжений 07.05.1894 в с. Дидятичі)  син Zatela Lejby. Похований на військовому цвинтарі в Биківні.
Вереснева поразка Польщі призвела до ліквідації довоєнної Державної поліції. Після припинення військових дій державний секретар безпеки в Генерал-губернаторстві Фрідріх Вільгельм Крюгер видав наказ від 30 жовтня 1939 року, закликаючи всіх офіцерів довоєнної державної поліції з'явитися на службу. Організація поліції, яку німці називали польською, а громадськість «гранатовою (темно-синьою)» через колір її уніформи, розпочалася наприкінці грудня 1939 року. Коли радянські партизани проходили через Волостків, начальник Ліґеншафту(Liegenszaftu) «гранатової поліції» викликав туди на допомогу поліцейських із Дидятич, і всі вони були вбиті.
Священиком за німців був отець Коляда, якого після війни заарештували і він відсидів у в'язниці. Найбагатшими селянами в Дидятичах були: Прокурат Гринько, Хаба Миколай, Денисяк Гринько. В селі був млин і вітряк. Досі збереглись старі жорна, яким понад 100 років, на даний момент приводиться в рух електродвигуном. Власник і сучасник цієї пам'ятки розповідав, що за німців не можна було молоти зерно вдома, тільки на млині, а там треба було платити податок і, звичайно, ще й за роботу. Вночі пробували молоти вдома, але охорону виставили, щоб поліція не застала під час нелегальної роботи.
У складі Червоної Армії у війні брало участь 87 жителів села, 61 з них був відзначений нагородами уряду СРСР, 38 — загинуло.
Чимало мешканців села активно підтримали та брали активну участь у загонах УПА.
21 жовтня 1944 — за вбивство 20 жовтня 1944 оперпрацівника райвідділу НКВС, командира «винищувального батальйону» лейтенанта Фірсанова А. М. опергрупи райвідділу НКВС спалили в селі Орховичі 12 домів і 2 господарства, у селі Голодівка — 2 господарства, у селі Дидятичі — 2 господарства, у селі Дмитровичі — 2 господарства. В усіх господарствах без складання актів були конфісковані худоба та усе майно, які частково були передані до райспоживспілки, а частково привласнені працівниками райвідділу НКВС.

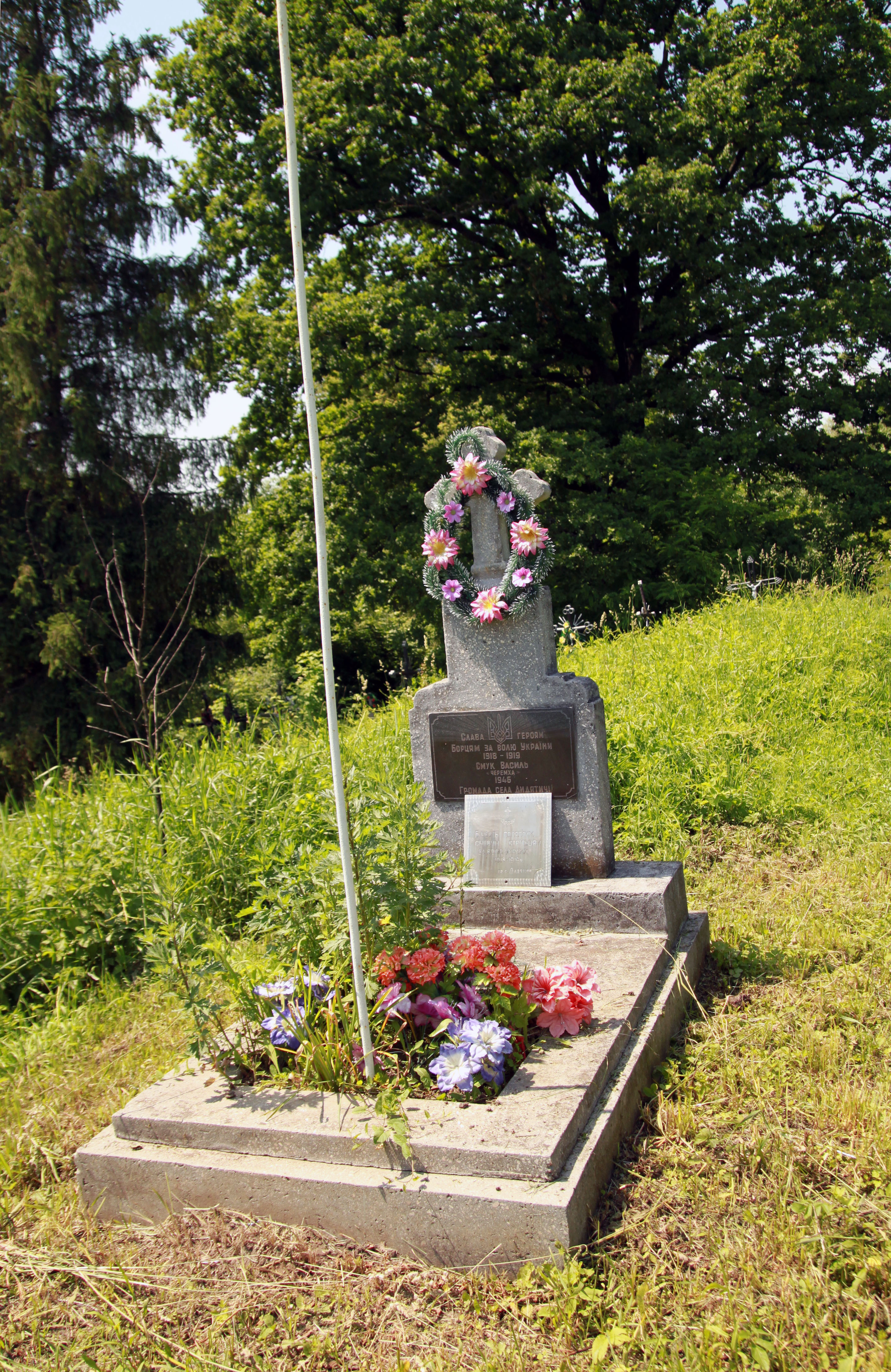
Дидятичі. Пам'ятний знак на могилі героя.

Віддали своє життя у боротьбі за волю України в загонах УПА:  Величко Петро(24 липня 1947), Дудяк Володимир «Будак», Дудяк Іван, Дудяк Михайло «Бодак», Копанський Іван (20 липня 1947), Миксінський Петро Михайлович(березень 1945), Мисяк Іван Михайлович(травень 1946), Мисяк Михайло Григорович(взимку 1945), Рибак Антін Григорович(червень 1946), Стадник Розалія Іванівна, Степан Чериба «Жук», вояк «Голуб».
Недалеко від села, під лісом, с. Голодівка (тепер Загір'я) 30 вересня 1945 року загинув у нерівному бою з енкаведистами вояк УПА Василь Смук «Черемха» з с. Хоросниця. Спочатку був похований на узліссі 10 жовтня 1945 року, а пізніше перепохований і ще з одним вояком УПА на сільському цвинтарі у могилі січових стрільців.
Начальник Судово-Вишнянського району капітан міліції Зуєв 9 січня 1946
року, будучи в селі Дидятичі, перебуваючи у стані сп'яніння, затримав робітника
залізничної станції, який повертався з роботи громадянина Шпілька, 1906
року народження, та, незважаючи на пред'явлення останнім посвідчення особи та військового квитка, посадив його на підводу, бив прикладом гвинтівки, після цього зробив постріл і важко його поранив. За добу громадянин Шпилька від поранення помер.
Окрім того є факти участі односельчан у складі сил інших держав антигітлерівської коаліції.
Згідно з інформацією, яку подає сайт Personelu Polskich Sił Powietrznych w Wielkiej Brytanii [Архівовано 20 жовтня 2020 у Wayback Machine.], уродженець села Бахматюк Едуард (Bachmatiuk Edward) [Архівовано 19 жовтня 2020 у Wayback Machine.] 14.01.1924 року народження, служив пілотом у званні сержанта Польських повітряних сил у Великій Британії у підрозділі 303 DM. Помер і похований в 21.09.1985 році в Австралії в м. Аделаїда.
Постраждали у часи війни і єврейські мешканці села.
25 листопада 1942 р. Згідно з розпорядженням вищого керівника СС і поліції СС німецька адміністрація у Львові видала розпорядження про створення єврейського гетто Юденвонбезірк (Judenwohnbezirk) у Рудках. Окрім місцевих євреїв, туди переселили євреїв із сусідніх міст Купновичі, Дидятичі, Гра́дівка, Тулиглове та Підзвіринець. Там проживало близько 2500 осіб. У листопаді 1942 року 800 рудківських євреїв були вивезені до табору смерті в Белжцю.  Інші були розстріляні біля урочища Богайчук.
Чимало сімей було вивезено на Сибір. Серед них ГАБА Михайло Степанович, 1900, ур. с. Дидятичі (Мостиський р-н), українець, освіта початкова, селянин. 1.10.1944 виселений як член сім'ї учасника підпілля УПА у м. Тюмень, Тюменська обл. Звільнений 5.07.1956. Реабілітований ЗУ від 17.04.1991. АГУМВСУЛО, Р-20494  Стадник Дмитро, син Івана, 1927 . н., с. Дидятичі. Член ОУН, вояк УПА. 15 л того 1946 . в оточеній криївці у с. Вощанцях, де була вбита його сестра  Розалія, був важко поранений і, втративши свідомість, потрапив до  рук чекістів. Був засланий в Архангельську область. Звільнений 1954 р. Батьків Розалії і Дмитра та двох малолітніх братів вивезли в Архангельську область, там 1946 р. помер батько, а 1948 р. — мати. Брати ще живуть там. 

### Друга радянська окупація
Встановлення радянської влади супроводжувалось терором та тотальним фальшуванням. Після відкриття архівів, стала доступна фотокопія документу, яка ілюструє цей період. У Центрі досліджень визвольного руху опублікований Протокол "Про більшовицький терор, фальшування і зловживання виборчого закону під час виборів до ВР СРСР 10.02.1946 р. у селі Дидятичі Судововишненського району." Документ, незважаючи на можливі наслідки, підписали мешканці села: Прокурат С., Гапало Василь, Гапало Михайло, Березніцький Ф., Іваночко Степан, Бирка Іван, Бонцьо Михайло, Дудяк Дмитро, Прокурат Іван, Гапало Осип, Губер Іван, Дудяк Іван, Мартинець Катерина, Денисяк Гринько,…
У селі було відкрито початкову школу, клуб, бібліотеку з фондом 6 тис. книг, фельдшерсько-акушерський пункт (лікар — Колівошко Олександра Іванівна, медсестра — Фіалковська Валентина), магазин, будинок побуту, відділення зв'язку, АТС.
За самовіддану працю 5 осіб нагороджено орденами і медалями СРСР, серед них двома орденами Леніна і Трудового Червоного Прапора — депутат Верховної Ради УРСР 7-9-го скликань ланкова А. Н. Кравець.

### Незалежна Україна

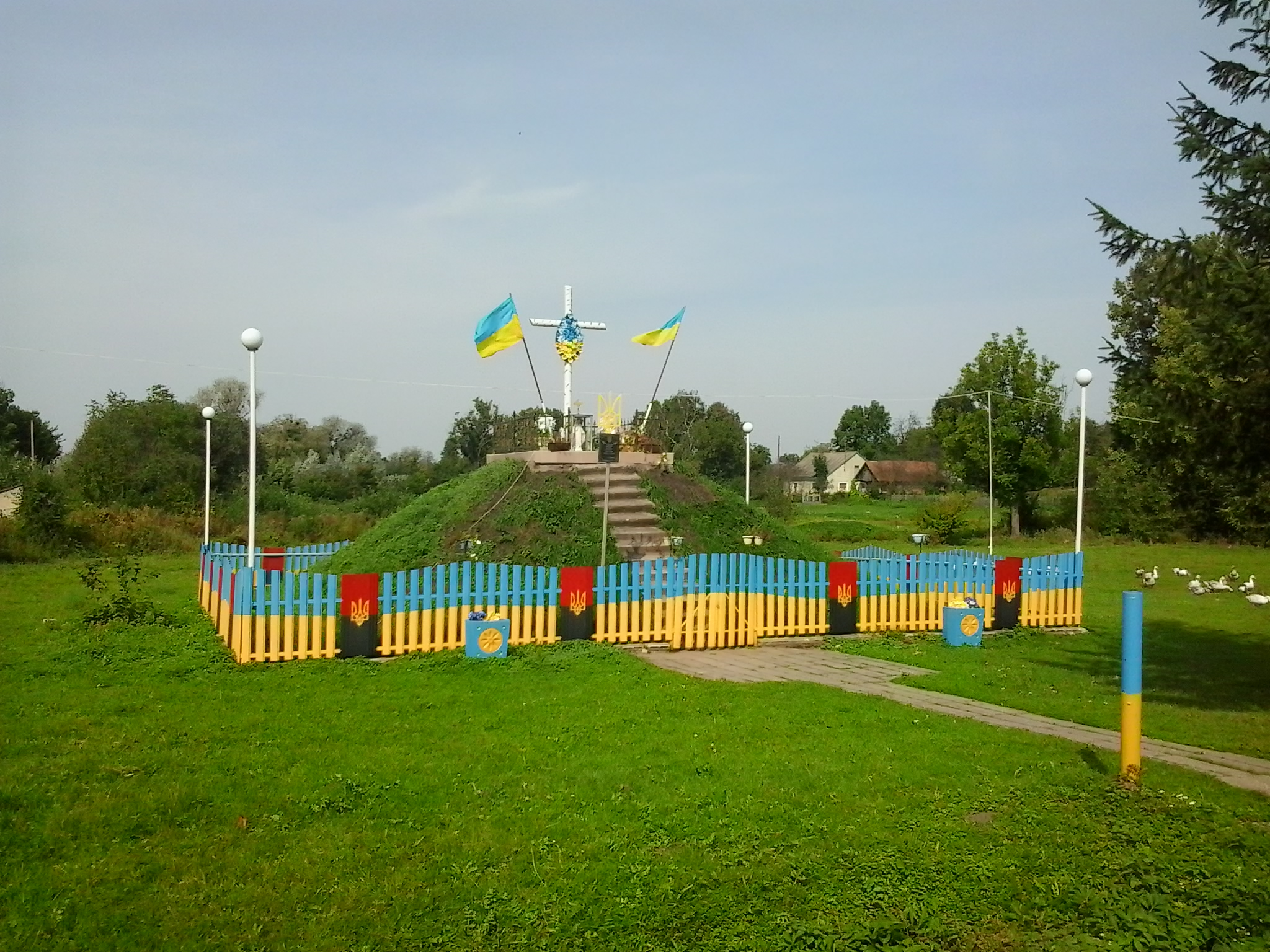
Символічна могила героям визвольних війн. с. Дидятичі

З ініціативи сільського активіста п. Григорія Прокурата 1992 року в Дидятичах висипано і посвячено символічну могилу воякам УСС, УГА і УПА. У 2014 році сільська молодь відреставрувала могилу. Роботи над її виглядом тривають і сьогодні.
З 2015році в селі працює підприємство «Агро Буськ». В обробітку знаходиться 65га поля, з яких на даний момент 40, зайняті насадженнями лохини та малини, вирощують туї та ялівці. Кожного року тут досаджують близько двох гектарів насаджень. У 2018 році була встановлена сучасна, автоматична система зрошення. У 2021 році придбано сублімаційну сушку. 
У березні—листопаді 2015 р. експедиція НДЦ «Рятівна археологічна служба» Інституту археології НАН України продовжила розвідкові роботи на території басейну р. Вишня. Основні пошуки були зосереджені в межах Мостиського р-ну. В околицях сіл Дидятичі, Топільниця та Малі Мокряни виявлено сім пам'яток археології, серед яких в основному багатошарові поселення з матеріалами доби середньої бронзи, ранньозалізного часу та княжого періоду.
У червні 2018 року відбувся щорічний фестиваль вишиванок, який щороку мандрує селами Мостищини.

## Демографічна динаміка поселення
Ревізія сіл Міжсянсько-Дністрянської частини 1711 року подає таку інформацію
| Назва села | Форма власності | Категорії селянських господарств |                         |                      | Привілейовані господарства |                           | Господарські об'єкти |                  | К-ть дворів осідлих/ пустих |
| ---------- | --------------- | -------------------------------- | ----------------------- | -------------------- | -------------------------- | ------------------------- | -------------------- | ---------------- | --------------------------- |
|            |                 | Кметі                            | Загородники/ огородники | Халупники/ комірники | Попи/ плебани              | Війти, совтиси, князі, ін | Млини/ фолюші        | Корчми/ броварні |                             |
| Дидятичі   | Собеського      | 30                               | 13/-                    | —                    | —                          | —                         | 1/-                  | -/1              | 45                          |

Станом на 1881 рік Słownik geograficzny Królestwa Polskiego i innych krajów słowiańskich подає таку інформацію про склад населення села.
| Всі | Римокатоликів | Грекокатоликів | Євреїв |
| --- | ------------- | -------------- | ------ |
| 572 | 16            | 530            | 26     |

Станом на 1.01.1939 року за даними праці «Німецькі колонії Галичини в таблицях»
| Число | Повіт     | Населений пункт (міста і сільські громади) | Українці | Німці та інші |
| ----- | --------- | ------------------------------------------ | -------- | ------------- |
| 28/18 | Мостиська | Дидятичі                                   | 1060     | 5             |

У праці Володимира Кубійовича про «Етнічні групи південнозахідньої України (Галичини) на 1.1.1939» наведено такі дані:
|          | Всі  | Українці | Українці з польською мовою | Поляки | Польські колоністи | Латинники | Жиди | Німці та ін. |
| -------- | ---- | -------- | -------------------------- | ------ | ------------------ | --------- | ---- | ------------ |
| Дидятичі | 1150 | 1060     |                            | 10     | 25                 | 45        | 5    | 5            |

- «Латинники — головно молодь, переходять на польську мову.»

Станом на 1968 рік «Історія міст і сіл Української РСР» подає такі відомості: Дворів — 200. Населення — 680 осіб.
За даними Всеукраїнського перепису 2001 року населення становило 347 осіб.

### Мова
Розподіл населення за рідною мовою за даними перепису 2001 року:
| Мова       | Кількість | Відсоток |
| ---------- | --------- | -------- |
| українська | 347       | 100%     |

## Пам'ятки

### Церква Різдва Пресвятої Богородиці

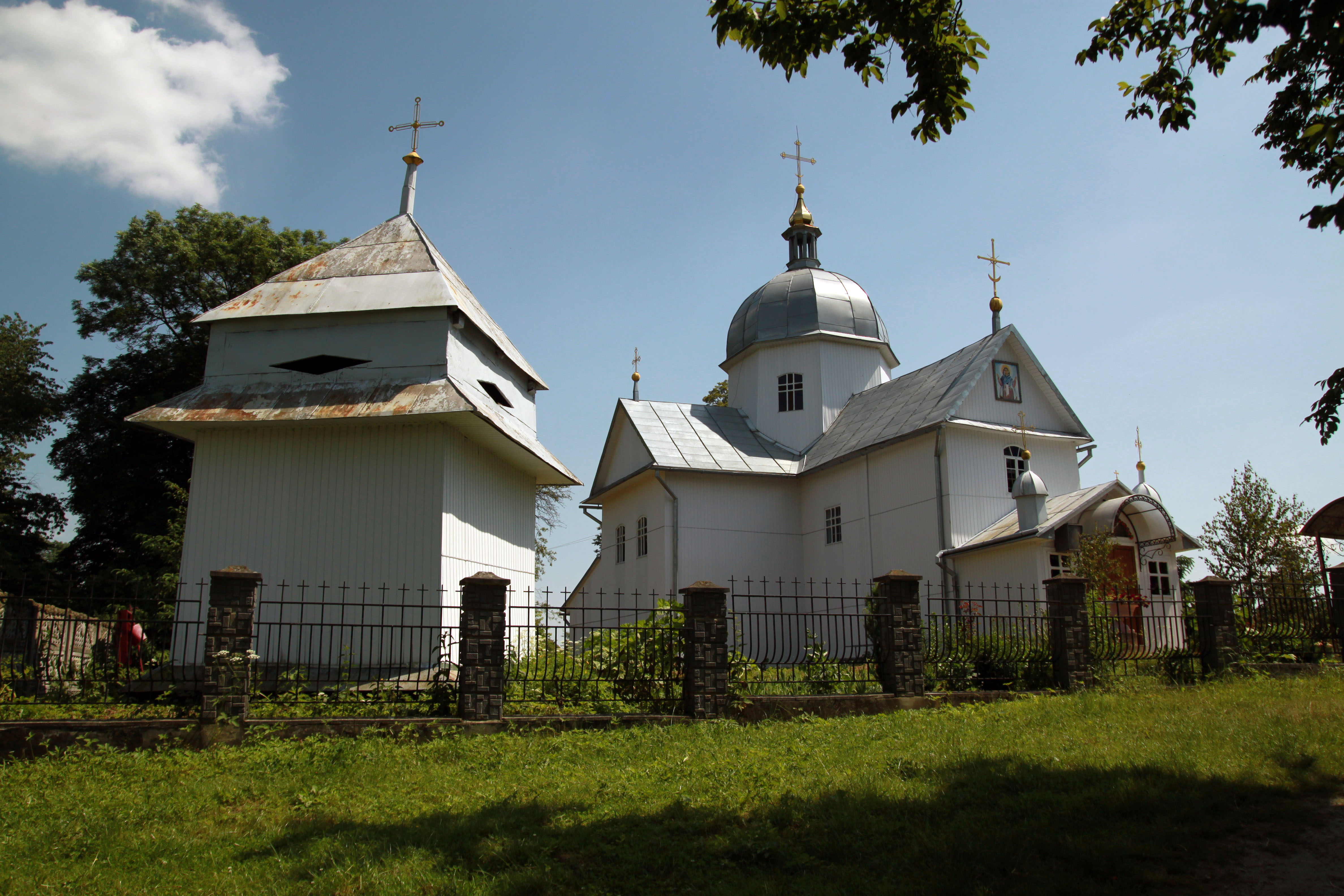
с. Дидятичі Церква Різдва Пресвятої Богородиці (1758; світлина 2014 р.)

Наявна дерев'яна церква збудована 1758 року. Це хрещата в плані будівля, восьмерик з банею, нави якої увінчані ліхтарем із маківкою. Ймовірно, добудований згодом присінок. Він прикрашений по кутах двома вежами-ліхтарями. Відновлювалась у 1931 році. Очевидно, після цього вона отримала сьогоднішній об'ємно-просторовий вигляд. Після Другої світової війни увесь час діяла.

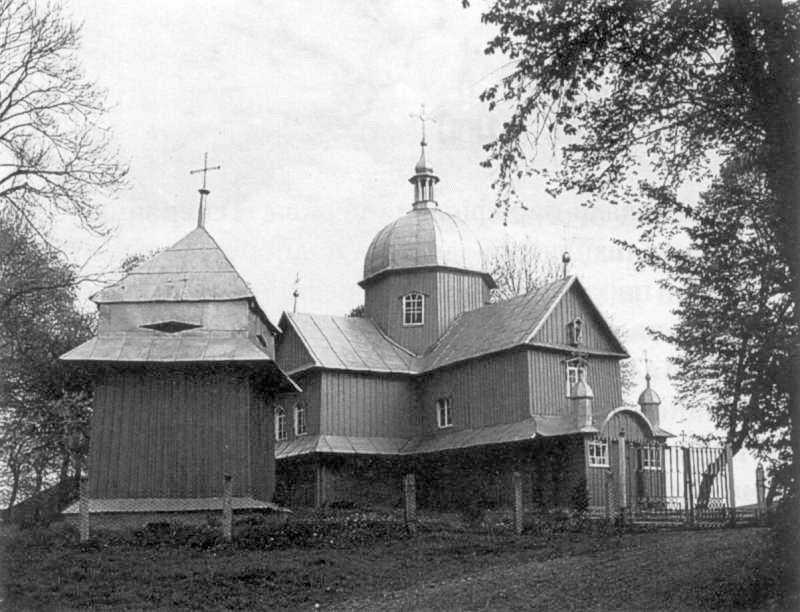
Вигляд церкви перед ремонтом (світлина І. Синкальського 1992 р.)

Релігійна громада була філією парафії с. Дмитровичі Судововишенського деканату Перемиської єпархії спочатку Руської Унійної Церкви, а з 1774 року Греко-Католицької церкви аж до так званого львівського собору 1946 року.
17 вересня 1991 року було зареєстровано релігійну громаду УАПЦ, яка ввійшла до Мостиського деканату.
Сьогодні храм належить парафії ПЦУ.. Кілька років тому у храмі було проведено ремонт за кошти місцевих мешканців та вихідців з села, які попри відстань не забувають про рідну святиню.

### Панський маєток.

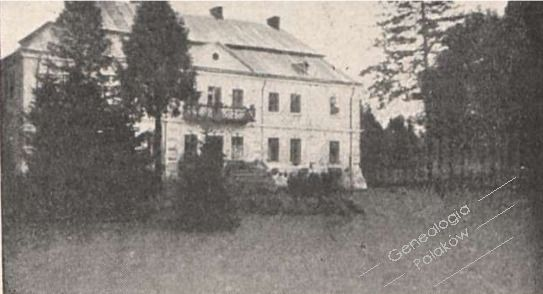

У польському архіві фотографій (Genealogia Polaków) вдалось віднайти фотографію 1937 року маєтку пана Фредеріка Руппа (Fryderyk Rupp) — тодішнього власника села. Фотографія була опублікована у виданні Rolnik 1867—1937. Сама будівля на жаль не збереглась до наших днів. Згоріла у середині 40 років 19 століття.
Окрім фото, там розміщено цікавий опис господарства:
Загальна площа становить 163 га орних земель, у тому числі 11 га луків. Під час світової війни всі будівлі були спалені, а інвентар забрано. Сучасна садиба та господарські будівлі — цегляні. Маєток знаходиться у власності з 1911 року. Низовий корівник орієнтований на молочну вигодівлю. Основна увага зосереджена на пасовища. Засіює господарських рослин для власних потреб. Маєток утримує двох польових, муніципальних, 7 форналів, 4 пастухи та дві служниці, 600 злотих на рік. Власник надає безкорисливу допомогу в соціальних цілях, як F. O. N. Зимова допомога, харчування для дітей тощо.

## Керівники, управителі, власники села
| Роки            | П. І. Б.                                                                             | Роль                   | Інформація |
| --------------- | ------------------------------------------------------------------------------------ | ---------------------- | --- |
| 1390-1446       | Дидятицькі                                                                           |                        | |
| 1447            | Ян Дрогойовські (третина)                                                            |                        | |
| 1573 1585—1592  | Ян Бочковський з синами Петром і Яном.                                               |                        | Вони були власниками Волчишовичів, Дидятичів, Вощанців, Ворховичів, Саничів, частини Кальнофосів (1585—1592). |
| 1692            | родина Собеських                                                                     |                        | |
| 1730-ті         | Устрицький Базилій                                                                   | власник                | Устрицький Базилій, син Базилія вількомирський стольник (1725 – 1729) жидачівський стольник (1729 – 1735) перемишльський стольник (1735 – 1746) перемишльський каштелян (1746 – 1751). Другий шлюб приніс йому сс. Волчишовичі, Дидятичі, Болестрашичі і кам’яницю у Перемишлі. Все це припало подружжю по смерті бездітного коронного чашника Яна Собеського, серед спадкоємців якого виявилася і Катерина Зельонка (яка позодила із середньозаможного католицького роду Зельонків). |
| 1862            | Тадеуш Чайковский (Tadeusz Czaykowski)                                               | власник                | |
| 1830-1846(1859) | Іполит Чайковский (1805—1863) (Hipolit Hieronim Emilian Ignacy Tymkowicz Czajkowski) | власник                | Член Галицького станового сейму. Був одружений з Генрікою з роду Августиновичів (вірменського походження). Ізідора Войнаровська(1934—1906) з роду Чайковських, одружилась із Феліксом Войнаровським. Фелікс Войнаровський доктор права, адвокат, землевласник, власник типографії газети «Dziennik Polski» І була похована із чоловіком на Личаківському цвинтарі у Львові. Тут же були поховані і Генріка Чайковска (1814—1878), Ігнацій Чайковский(15.12.1859) Пам'ятник — скорботна жінка біля постаменту з вибитою епітафією, гербом Войнаровичів та урною, На тильній стороні вибито родові герби роду Чейковских Дембно і роду Августиновичів. |
| 1873            | Стефан Дудяк                                                                         | староста (війт)        | Радниками були: Стефан Чериба, Стефан Процьков, Стефан Денисяк, Ян Мороз, Данило Трус, Павло Мисяк, Федко Боньцьо, Міхал Мисяк, Єнджей Стадник, Іван Бутрак і Павло Процько |
| 1874            | Стефан Процько                                                                       | радником земської ради | Селянин Стефан Процько був радником земської ради в Мостиськах. |
| 1881            | Едвард Новачинський (1827-) (Nowaczyński Edward. B. B.)                              |                        | Słownik geograficzny Królestwa Polskiego i innych krajów słowiańskich. Том. II.. 242 ст. Був одружений 05.08.1862 (в костелі Судової Вишні) з Феліцією Чайковською (Fellicija Czajkowska) (09.02.1830). Помер і був похований в Дидятичах. |
| 1894            | Стефан Процько                                                                       | староста (війт)        | Заст Міхал Ярема та радники Міхал Мороз і Гринько Демус. |
| 1898-1902       | Станіслав Брикчинський (Stanisław Brykczyński)                                       | власник                | У 1873 Станіслав Брикчинській з Дидятич брав участь у «Генеральній виставці» у Відні і показував насіння та сільськогосподарські продукти, а в «Gazeta Lwowska» від 18 листопада 1898 року, № 237, є згадка, що власником Дідятичів є Брикчинській. |
| 1900            | Степан Чериба.                                                                       | староста (війт)        | |
| 1904            | Станіслав Брилечинський (Stanisław Brylecżyński)                                     |                        | |
| -1913           | Джон Еміль (John Emil)                                                               | власник                | |
| 1922-1927       | Петро Бутрак.                                                                        | староста (війт)        | |
|                 | Данько Чериба.                                                                       | староста (війт)        | |
| 1930-1939       | Rupp Fryderyk Рудольф Рупп (Rupp Rudolf)                                             |                        | У родині Руппа були син і донька Ізабелла «Іза» Рупп, народжена в Дидятичах у 1924 році. Руппи виїхали до Південної Німеччини, а потім до Канади в 1949 році. Ізабелла Рупп вийшла заміж за Віллігера, у них було 4 дітей і 9 онуків. Іізабелла працювала в Манітобському університеті, померла у Вінніпезі 25 жовтня 2009 року. В архівах Львова є документи, що 18 червня 1937 року власницею землі та лісу в Дидятичах була Валерія Рупп. |
|                 | Кісіль Іван (Kucil Iwan).                                                            | староста (війт)        | |
| Іван Цюпак      | голова селищної ради                                                                 |                        | |

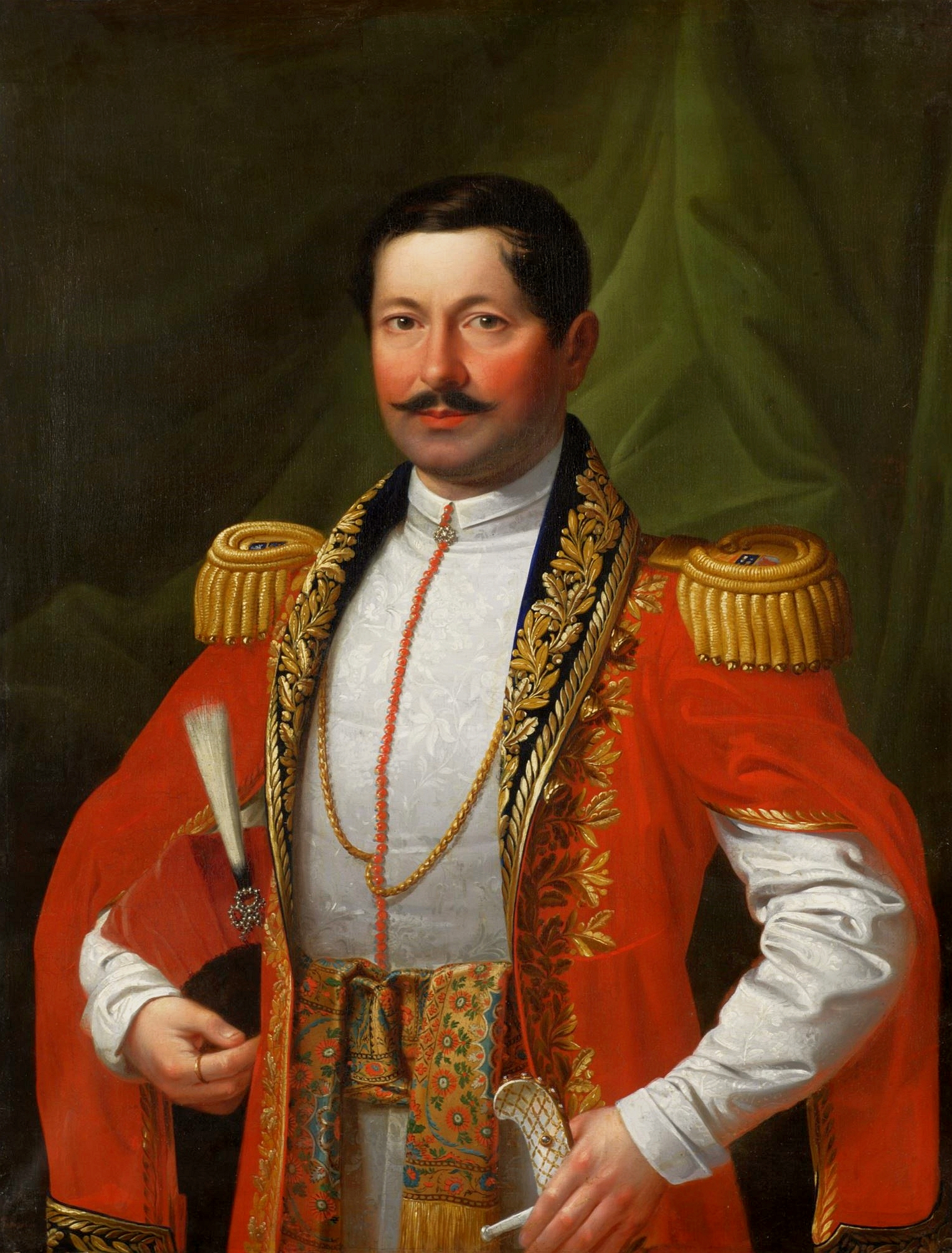
Іполит Чайковський

Найбільш помітним із вищезгаданих осіб є Hipolit Hieronim Emilian Ignacy Tymkowicz Czajkowski (1805—1862). Він успадкував село від батька володів не лише Дидятичами, а й Шептицями (Szeptycy) та Островом, а також села Шорцувка та Іло, ґміна Скірбешув у Замості. З 1830 по 1846 рр. — член Станового Сейму Галичини.
Його портрет, написаний відомим польським художником зі Львова Мартіном Яблонським (Marcin Jabłoński) (1801—1876), був придбаний королівським замком Вавель у 2008 році. Швидше за все портрет був написаний приблизно в 1836—1837 роках, коли Чайковський значно збагатився, ставши власником Шептиць та Острова. Підкреслювалася непрезентабельність портрета, демонстративно багате вбрання чоловіка, яке підкреслює його високе соціальне становище.
В ухвалі Галицького сейму знайдено "… У своєму заповіті від 27 травня 1862 року він писав: пані Гіполіт Дембно, уродженої Тимкович Чайковської, маєток Дидятичі на стипендіальну фундацію для молоді шляхетського роду, названого на честь Чайковських або Городиських. Від звичайної школи до випуску. Стипендії по 300 злотих. На 20 молодих людей або на стільки, скільки вистачає доходів Дідятичів, їх має розподілити згідно з постановами тестаменту Великий Сейм або Крайовий Відділ, а якщо стільки молоді шляхетської молоді, ім. або Городиські не претендують на стипендії, стипендії можуть призначатися недворянам, особливо синам руських священників, чиновників, священиків, як місцевих, так і французів. Також високому народному парламенту дозволено заснувати в Дидятичах школу економістів, садівників і лісників із половини доходів цієї фундації, у такому разі з другої половини доходів мають розподілятися вищезгадані стипендії.